# Ernst Gombrich
Sir Ernst Hans Josef Gombrich (Viena, Imperi Austrohongarès, 30 de març de 1909 – Londres, 3 de novembre de 2001) va ser un historiador de l'art austríac, que va passar gran part de la seva vida al Regne Unit. El 1960 va ser triat Fellow de l'Acadèmia Britànica, el 1966 nomenat CBE, el 1972 sir, i el 1988 li va ser concedida l'Orde del Mèrit. El 1994 se li va atorgar la medalla d'or de la ciutat de Viena.

## Biografia
Va néixer a Viena en el si d'una acomodada família jueva que es va convertir a una forma de protestantisme místic. Com molts intel·lectuals del moment, era agnòstic, encara que respectava la religió i als creients; de família de tradició jueva, se sentia vienès; va ser acusat de ser antialemany, però es va defensar insistint que era antitotalitari, enemic del sistemes de pensament tancats com l'holisme hegelià. Intentava ser un ciutadà del món, alhora que es qualificava a si mateix de jueu austríac.
Va ser educat en l'escola secundària Theresianum de Viena i el 1933 es va doctorar en Filosofia a la Universitat de Viena. Davant l'arribada al poder dels nazis, el 1936 es va traslladar a Gran Bretanya, on va ocupar un lloc com assistent d'investigació al Warburg Institute, creat per Aby Warburg.
Durant la Segona Guerra Mundial va col·laborar com corresponsal de la BBC. Va treballar a la Universitat de Londres (1956-59) i al Warburg Institute (1959-76), on va ocupar diferents càrrecs d'investigador abans de convertir-se en el seu director.

## Obra

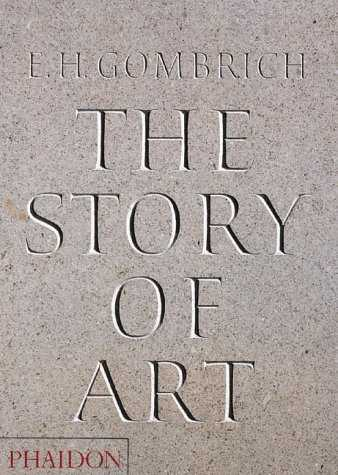
Portada d'una edició recent de The Story of Art d'Ernst Gombrich

La seva Història de l'Art, publicada per primera vegada el 1950, va ser àmpliament difosa, ja que és un text de divulgació i no una "Història de l'Art" en sentit estricte. Originalment dirigida a joves lectors, se n'han venut milions d'exemplars i ha estat traduïda a més de 20 idiomes. Altres publicacions importants són Art i il·lusió (1960), considerada pels crítics com el seu treball més influent i de major envergadura, i els articles recopilats a Meditacions sobre un cavall de joguina (1963), El sentit de l'ordre (1979), i La imatge i l'ull (1981).